# Olympique Gymnaste Club de Nice 1973-1974
Questa voce raccoglie le informazioni riguardanti l'Olympique Gymnaste Club de Nice nelle competizioni ufficiali della stagione 1973-1974.

## Stagione
Immediatamente eliminato dalla Coppa di Francia perdendo ai tiri di rigore contro il Cannes, il Nizza disputò un campionato dai risultati altalenanti: dopo aver perso le prime due gare, la squadra diede il via ad una rimonta che la portò ad accreditarsi come principale rivale del Saint-Étienne capolista, finché una serie di pareggi e sconfitte la fecero scivolare fino a metà classifica. Grazie a un finale caratterizzato da sei risultati utili consecutivi, il Nizza poté concludere il campionato al quinto posto; i 12 punti bonus ottenuti come da regolamento non furono sufficienti per avanzare in classifica e confermare la partecipazione in Coppa UEFA.
Nei primi due turni della competizione continentale i nizzardi ottennero delle ampie vittorie in casa, che permetteranno loro di resistere ai tentativi di rimonta del Barcellona e del Fenerbahçe. Anche all'andata degli ottavi di finale contro il Colonia il Nizza ottenne una vittoria, ma al ritorno subì quattro reti che lo estrometteranno dalla manifestazione.

## Maglie e sponsor
Lo sponsor tecnico per la stagione 1973-1974 è Adidas. Come prima maglia, la tradizionale divisa per le gare interne con maglia rossa a strisce verticali nere è sostituita da una bianca con i lati di colore rosso e nero, nonché le caratteristiche tre strisce Adidas rosse e nere sulle maniche.
| Manica sinistra · Manica sinistra · Maglietta · Maglietta · Manica destra · Manica destra · Pantaloncini · Calzettoni | Manica sinistra · Manica sinistra · Maglietta · Maglietta · Manica destra · Manica destra · Pantaloncini · Calzettoni |  |

## Organigramma societario
Area direttiva
- Presidente: Roger Loeuillet

Area organizzativa
- Segretario generale: René Matteudi

Area tecnica
- Allenatore: Jean Snella
- Allenatore in seconda: Léon Rossi

## Rosa
| N. |                    | Ruolo | Calciatore          |
| -- | ------------------ | ----- | ------------------- |
|    | Francia (bandiera) | P     | Dominique Baratelli |
|    | Francia (bandiera) | D     | Jean-Pierre Adams   |
|    | Uruguay (bandiera) | D     | Juan Pedro Ascery   |
|    | Francia (bandiera) | D     | Francis Camerini    |
|    | Francia (bandiera) | D     | André Chorda        |
|    | Francia (bandiera) | D     | Jean-François Douis |
|    | Francia (bandiera) | D     | Dario Grava         |
|    | Francia (bandiera) | D     | Francis Isnard      |
|    | Francia (bandiera) | D     | Jean-Paul Rostagni  |
|    | Francia (bandiera) | D     | Christian Vandini   |

| N. |                        | Ruolo | Calciatore              |
| -- | ---------------------- | ----- | ----------------------- |
|    | Francia (bandiera)     | C     | Bernard Castellani      |
|    | Svezia (bandiera)      | C     | Leif Eriksson           |
|    | Francia (bandiera)     | C     | Jean-Noël Huck          |
|    | Francia (bandiera)     | C     | Roger Jouve             |
|    | Argentina (bandiera)   | C     | Dougall José Montagnoli |
|    | Francia (bandiera)     | A     | René Fioroni            |
|    | Francia (bandiera)     | A     | Charly Loubet           |
|    | Francia (bandiera)     | A     | Marc Molitor            |
|    | Francia (bandiera)     | A     | Daniel Sanchez          |
|    | Paesi Bassi (bandiera) | A     | Dick van Dijk           |

## Calciomercato

### Sessione estiva
| Acquisti | Acquisti          | Acquisti   | Acquisti |
| R.       | Nome              | da         | Modalità |
| -------- | ----------------- | ---------- | -------- |
| D        | Jean-Pierre Adams | Nîmes      |          |
| D        | Dario Grava       | Strasburgo |          |
| A        | Marc Molitor      | Strasburgo |          |

| Cessioni | Cessioni         | Cessioni      | Cessioni |
| R.       | Nome             | a             | Modalità |
| -------- | ---------------- | ------------- | -------- |
| D        | Claude Chazottes | Paris FC      |          |
| D        | Claude Quittet   | Monaco        |          |
| A        | Hervé Revelli    | Saint-Étienne |          |

### Sessione invernale
| Acquisti | Acquisti           | Acquisti | Acquisti |
| R.       | Nome               | da       | Modalità |
| -------- | ------------------ | -------- | -------- |
| D        | Jean-Paul Rostagni | Paris FC |          |

## Risultati

### Coppa UEFA
| Arbitro: | Lo Bello |

|                             |           |  |
| v. Dijk 4’ Molitor 66’, 79’ | Marcatori |  |

| Arbitro: | Delcourt |

|                       |           |  |
| Sotil 21’ Juanito 61’ | Marcatori |  |

| Arbitro: | Burns |

|                            |           |  |
| Molitor 33’, 41’, 78’, 84’ | Marcatori |  |

| Arbitro: | Somlai |

|                            |           |  |
| Arpacıoğlu 45’, 73’ (rig.) | Marcatori |  |

| Arbitro: | Franco Martínez |

|              |           |  |
| Eriksson 70’ | Marcatori |  |

| Arbitro: | Paterson |

|                                    |           |  |
| Müller 22’ Flohe 32’, 83’ Löhr 85’ | Marcatori |  |

## Statistiche di squadra

### Andamento in campionato
| Giornata  | 1  | 2  | 3  | 4 | 5  | 6 | 7  | 8 | 9  | 10 | 11 | 12 | 13 | 14 | 15 | 16 | 17 | 18 | 19 | 20 | 21 | 22 | 23 | 24 | 25 | 26 | 27 | 28 | 29 | 30 | 31 | 32 | 33 | 34 | 35 | 36 | 37 | 38 |
| --------- | -- | -- | -- | - | -- | - | -- | - | -- | -- | -- | -- | -- | -- | -- | -- | -- | -- | -- | -- | -- | -- | -- | -- | -- | -- | -- | -- | -- | -- | -- | -- | -- | -- | -- | -- | -- | -- |
| Luogo     | T  | C  | T  | C | T  | C | T  | C | T  | C  | T  | C  | T  | C  | T  | C  | T  | T  | C  | T  | C  | T  | C  | T  | T  | C  | T  | T  | C  | T  | C  | T  | C  | T  | C  | C  | T  | C  |
| Risultato | P  | P  | V  | V | P  | V | P  | V | P  | V  | N  | V  | N  | V  | V  | N  | N  | P  | N  | P  | N  | P  | V  | P  | V  | N  | V  | P  | V  | P  | N  | P  | V  | V  | N  | V  | N  | V  |
| Posizione | 16 | 20 | 13 | 9 | 12 | 9 | 11 | 8 | 11 | 6  | 8  | 7  | 7  | 3  | 3  | 2  | 3  | 6  | 6  | 7  | 8  | 9  | 7  | 9  | 8  | 8  | 6  | 7  | 5  | 7  | 7  | 8  | 8  | 7  | 7  | 6  | 6  | 5  |

Fonte:  France » Ligue 1 1973/1974 » Schedule, su worldfootball.net.
Legenda:

Luogo: C = Casa; T = Trasferta. Risultato: V = Vittoria; N = Pareggio; P = Sconfitta.